# Vešenik
Vešenik este o localitate din comuna Slovenske Konjice, Slovenia, cu o populație de 291 de locuitori.